# 中城湾臨時要塞
中城湾臨時要塞（なかぐすくわんりんじようさい）は、沖縄県中城湾の防備のため設置された大日本帝国陸軍の要塞である。

## 概要
沖縄の戦略上の重要性から、昭和初期、中城湾に有事の際に臨時要塞を設けることが計画された。事前に設計、資材の調達について準備し、兵器は近くの要塞に保管を行い、小規模な要塞の設置を図るものである。
1940年10月、南方作戦遂行の際に小艦艇・輸送船の寄港と停泊に備えるため、中城湾に臨時要塞の建設を着手した。要塞の規模は少数の艦艇からの攻撃を想定したもので、守備隊の人数も100名ほどであった。その後、1941年9月6日に帝国国策遂行要領が決定されると、同月24日に中城湾要塞の要塞部隊の動員・臨時編成が下令され、11月8日には準戦備が発令された。臨時要塞司令部は1944年3月22日に復員。1944年5月3日、沖縄戦に備えるため、主戦力の中城湾要塞重砲兵連隊は、野戦部隊的性格の重砲兵第7連隊に改称された。
1945年4月10日、中城湾にアメリカ軍が上陸し戦闘を行った。要塞の残存兵は摩文仁の戦いに参加し玉砕した。

## 年譜
- 1940年（昭和15年）10月 工事着手
- 1941年（昭和16年） 中城湾要塞司令部設置
  - 11月8日 準戦備発令
- 1945年（昭和20年）4月10日 中城湾に米軍が上陸し交戦。

## 施設概要
- 砲台（カ式12センチ速射カノン砲2門）
- 砲床陣地（三八式野砲12門）
- 臨時高射砲陣地（三八式野砲応用4門）
- 高射機関銃陣地（12門）
- 105センチ探照灯1基

## 歴代司令官
- 堀等 中佐：1941年10月3日 - 1942年8月1日※中城湾要塞重砲兵連隊長兼務
- 塩川静 大佐：1942年8月1日 - 1944年3月(4月8日付で第33軍兵器部長着任)
- 柴田常松 大佐：1944年3月 - 1944年5月8日(独立混成第44旅団第1歩兵隊長へ転出)

## 中城湾要塞重砲兵連隊
中城湾要塞重砲兵連隊は、中城湾臨時要塞の主戦力として、1941年9月24日に編成下令された。装備火砲は#施設概要の通りである。戦況が悪化し連合軍の上陸が懸念される中、野戦部隊の火力支援も行うことになり、1944年5月3日に重砲兵第7連隊に改称された。独立混成第44旅団に編合され、連隊長率いる主力を知念半島（配属部隊とともに「知念支隊」）、隷下中隊を与那原町の雨乞森と津堅島に配置して連合国軍の上陸を迎え撃った。火砲を失った後は、歩兵部隊として切り込み戦闘を行い全滅した。
- 中城湾要塞重砲兵連隊
  - 編成地：沖縄
  - 歴代連隊長
    - 堀等 中佐：※要塞司令官と兼務
    - 樋口良彦：
- 重砲兵第7連隊（通称号：球第4152部隊）
  - 編成地：沖縄
  - 歴代連隊長
    - 樋口良彦:1944年5月3日 - ※最終連隊長